# Orchestina truncatula
Espèce
Orchestina truncatula est une espèce d'araignées aranéomorphes de la famille des Oonopidae.

## Distribution
Cette espèce se rencontre  en Chine à Hainan et au Yunnan et en Inde au Maharashtra,,.

## Description
Le mâle holotype mesure 1,29 mm et la femelle paratype 1,52 mm.
Le mâle décrit par Rajoria et Jadhao en 2016 mesure 1,31 mm.

## Systématique et taxinomie
Cette espèce a été décrite par Tong et Li en 2011.

## Publication originale
- Tong & Li, 2011 : « Six new Orchestina species from Hainan Island, China (Araneae, Oonopidae). » Zootaxa, no 3061, p. 36-52.